# Billy Nair
Billy Nair (27 de novembre de 1929 – 23 d'octubre de 2008) va ser un polític sud-africà. D'origen indi, va ser membre del Congrés Nacional Africà, activista antiapartheid i presoner polític a Robben Island.
Nair va ser, durant molts anys, presoner polític a Robben Island, juntament amb el futur president de Sud-àfrica Nelson Mandela, al Bloc 'B' de la presó. Una còpia de la seva targeta de presoner s'ha fet servir posteriorment en les visites turístiques a l'antiga presó de l'illa de Robben per il·lustrar les condicions de vida dels presos a l'època. Va ser elegit com a membre del comitè executiu del congrés Nacional Africà l'any 1991, així com membre del parlament sud-africà durant dues legislatures fins que es va jubliar, l'any 2004.

## Biografia

### Joventut
Billy Nair va néixer a Sydenham, Durban, llavors a la província de Natal, en una família d'origen indi, el 27 de novembre de 1929. Els seus pares eren Pravathy i Krishnan Nair, que provenien de l'estat de Kerala, a l'Índia. La parella va tenir cinc fills: Joan, Angela, Jay i Shad, a més a més de Billy. El més jove va morir del tifus l'any 1942. El pare era un mariner analfabet, mentre que la mare tenia una petita parada de verdures a un mercat.
Nair va fa anar a l'escola primària a la Essendene Primary School de Sydenham, i la secundària al Natal Technikon o M.L. Sultan Technical College de Durban. Va treure's el batxillerat el 1946, i es va graduar en comptabilitat el 1949. Mentre estudiava va treballar com a assistent a una botiga, entre els anys 1946-1948, d'un marxant d'origen indi, i posteriorment com a comptable a una empresa de comptabilitat.

### Activitat política
Mentre Nair va estudiar, va començar a implicar-se en el sindicat d'estudiants. Com va ser el cas de molts dels seus posteriors companys de lluita, la «Llei de Tinença de la Terra dels Asiàtics i de Representació dels Indis» (Asiatic Land Tenure and Indian Representation Act), també coneguda com a "Ghetto Act", va radicalitzar la seva política. El 1949 es va inscriure als Joventuts del Congrés Indi, dels quals va ser elegit secretari el 1950. Va començar a assistir a les reunions del Congrés Indi de Natal (NIC), i el mateix 1950 va passar a formar part de la junta.
Billy Nair, mentrestant, va seguir els estudis, que compaginava amb la feina. Després de l'arribada al poder del National Party el 1948, la posició de les autoritats davant dels protestants es va tornar molt més hostil. Per aquest motiu, després de treballar durant sis anys en una empresa del sector làctic, el 1950 va ser despatxat per les seves activitats sindicals. Com va explicar en una entrevista el 1984, «havíem de polititzar als obrers. S'havia de trobar un mitjà per establir un vincle entre la lluita política i la lluita per uns millors salaris». Nair va continuar les activitats amb els sindicats del sector làctic. Va esdevenir secretari del Sindicat de Treballadors del Sector Làctic el 1951. Per aquest motiu va ser vanejat de la vida pública. Els seus moviments es van ser termenejades a la província de Natal, a conseqüència de l'establiment de la Llei de Supressió del Comunisme (Suppression of Communism Act).
En aquell moment Nair va començar a ser influenciat per Monty Naicker, president del Congrés Indi de Natal. En una de les accions coordinades de protesta contra la Ghetto act, va ser una de les dues mil persones arrestades. Nair formava part del primer grup de resistents que va ser detingut a l'estació de Berea, juntament amb 21 companys més, quan van entrar en una habitació només per europeus. Va romandre a la presó durant un mes.
El 1953 es va unir al Partit Comunista de Sud-àfrica (SACP), que havia estat reconstruït a la clandestinitat, així com al Congrés dels Sindicats de Sud-àfrica (SACTU), quan aquest es va formar el 1955 i va formar part del comitè executiu nacional.
Billy Nair va ser un dels 150 activistes arrestats el 5 de desembre de 1956, juntament amb Nelson Mandela i d'altres líders anti-apartheid, que van ser jutjats en el judici conegut com a Judici per Traïció. Aquest procés, que es va allargar fins al 1961, va acabar centrant-se només en treinta membres de l'ANC, motiu pel qual Nair va ser absolt de tots els càrrecs. Parlant posteriorment sobre aquest incident, Nair va remarcar que «l'Estat, en realitat, ens volia presonar, en pensar que la lluita així moriria…»

### Arrest i empresonament
Després de la il·legalització de l'ANC el 1960, Nair es va afiliar a l'Umkhonto We Sizwe (MK), el seu braç armat, que estava liderat per Mandela. Nair va passar a la clandestinitat durant dos mesos, abans de ser arrestat i detingut durant tres mesos. Va ser prohibit durant 2 anys, que posteriorment serien ampliats a 5 el 1961. Entre aquell any i 1963 va participar en la lluita armada com a membre de l'MK. Va ser implicat en l'atemptat contra el Departament de Finances de l'Índia. El 6 de juliol de 1963 Nair va ser arrestat de nou i acusat de sabotatge amb la intenció de canviar el govern mitjançant actes violents, motiu pel qual va ser condemnat a vint anys de presó. Per aquest motiu va ser traslladat a la presó de Robben Island juntament amb altres membres del Comando Natal de l'MK, com ara Curnick Ndlovu, Ebrahim Ebrahim, Natoo Barberina, Erick Mthlali i catorze companys més.

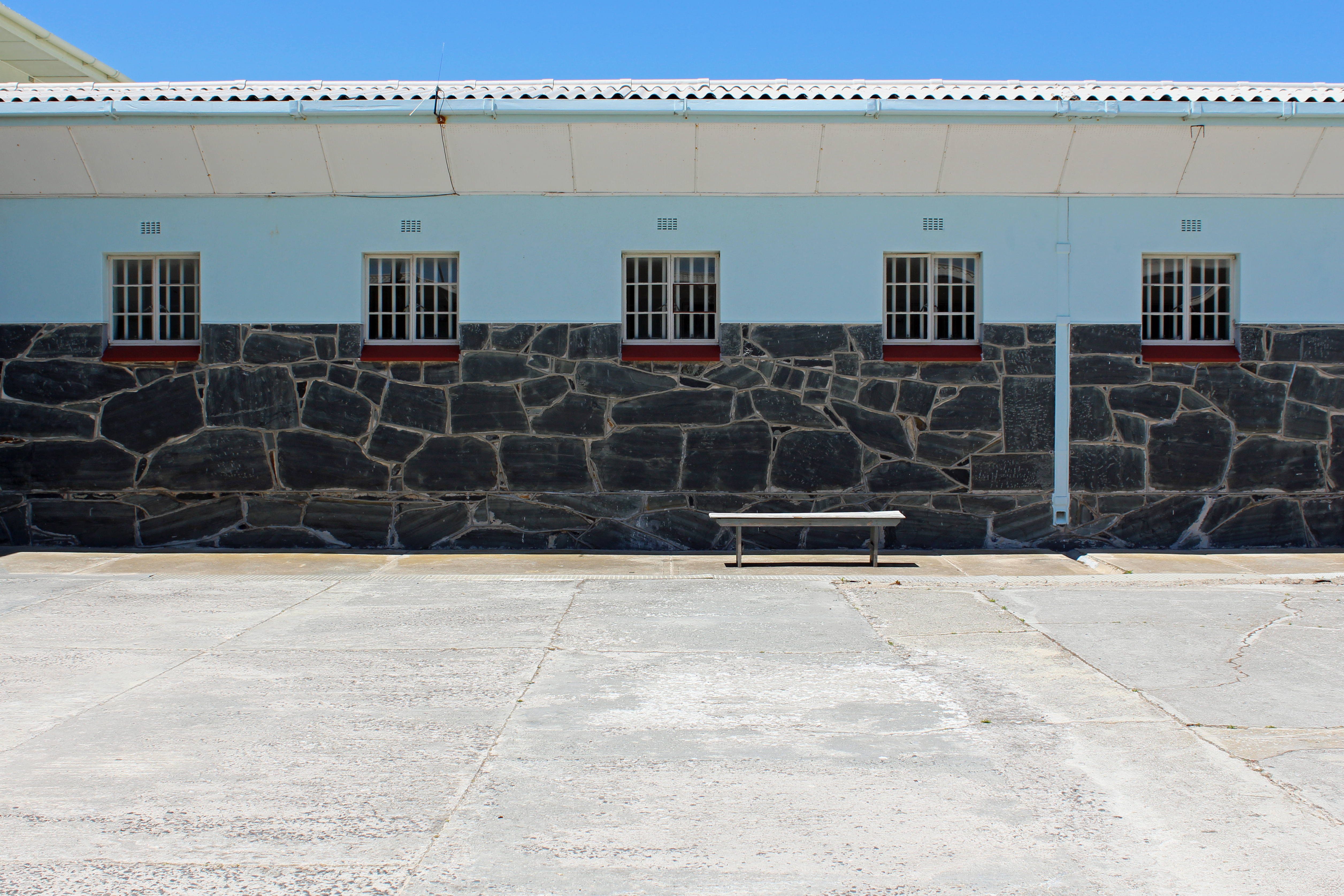
Secció "B" de la Presó de Màxima Seguretat de Robben Island, on Nair va ser confinat

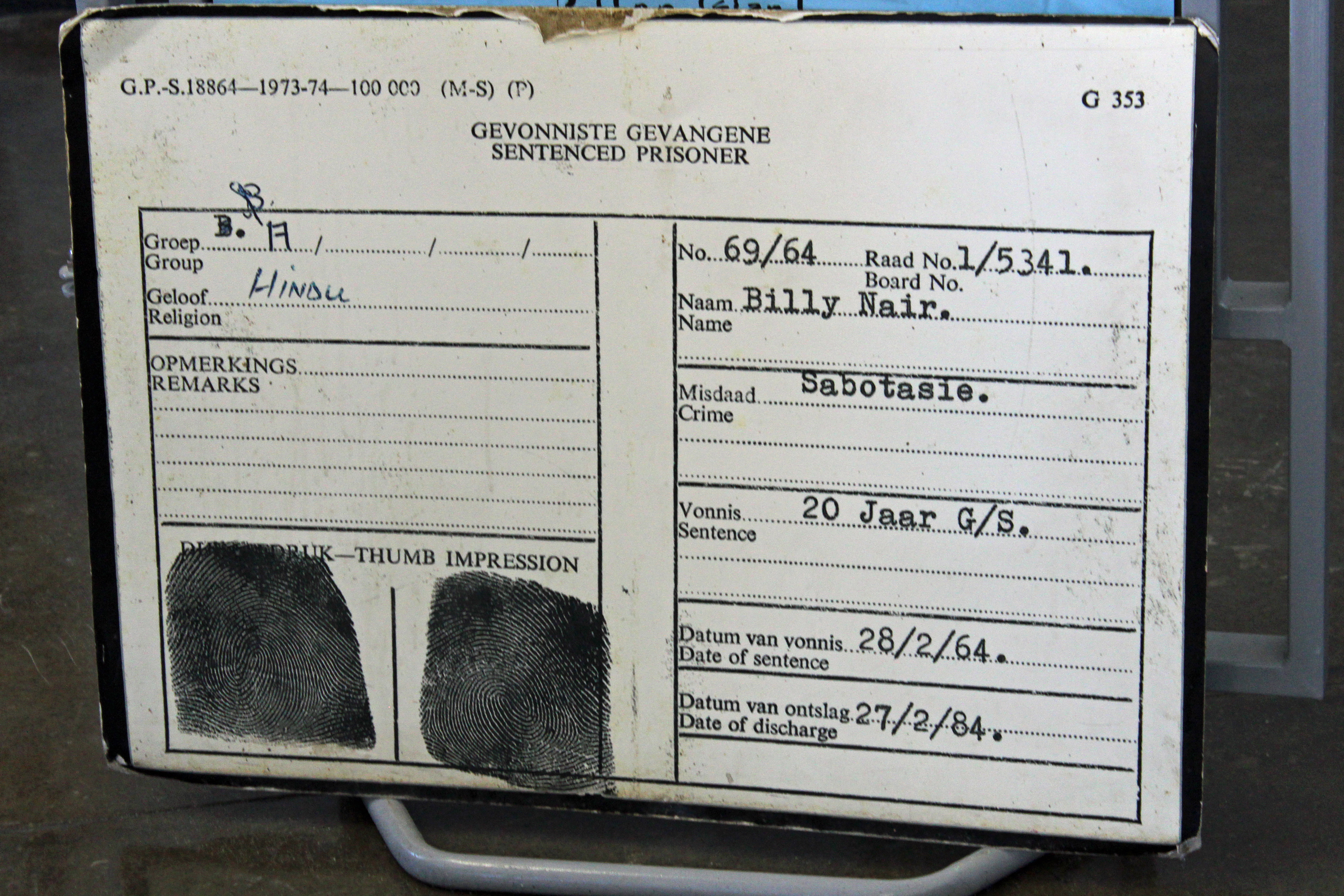
Targeta de presoner de Billy Nair

Billy Nair, com a presoner 69/64 (el 69è presoner del 1964) va conviure amb Nelson Mandela i Ahmed Kathrada.
Billy Nair va ser agredit diverses vegades a la presó, a més a més d'unir-se a diverses vagues de fam i d'altres activitats de pressió en un intent de millorar les condicions dels presoners polítics. En aquest sentit, va aconseguir victòries parcials. Va ser castigat diverses vegades amb l'aïllament, a més a més de ser canviat de bloc. També se li va vetar una millora en l'alimentació, així com els privilegis d'estudiar durant diversos períodes. Després del seu alliberament, va comentar que "quan vaig sortir de la presó el 1984, vaig poder explicar que tots aquests Coopers, AZAPOS i Strini Moodley van arribar a un hotel de cinc estrelles a l'entrar a la presó. Hem canviat tant les condicions de la presó que ara vivien virtualment entre llet i mel."
Mentre va estar a la presó, Nair va ser un participant actiu de la "University", que va ser un sistema informal d'educació dirigit pels mateixos presoners; el líder d'origen indi va aconseguir graduar-se en B.A. i B.COM per la Universitat de Sud-àfrica. Fins i tot va realitzar la major part d'assignatures per assolir el graduat en B.PROC, però va abandonar-ho després de moltes aturades. Sonny Venkatratnam, company seu a la presó, va introduir una còpia de Shakespeare, permetent als presos remarcar els seus passatges preferits; posteriorment, aquesta còpia ha estat coneguda com la Bíblia de Robben Island. Billy Nair va escollir les línies de Caliban a La Tempesta: 'Aquesta illa és meva, per Sycorax, la meva mare'.
Nair va ser alliberat el 27 de febrer de 1984. Posteriorment es va unir al Front Democràtic Unit (UDF), participant en les anti-eleccions d'aquell any. L'UDF era una organització paraigües que unia diverses entitats que protestaven contra les polítiques nacionalistes del govern i contra la nova constitució. Va tornar a ser detingut l'agost següent, poc abans de les eleccions a la Casa dels Delegats, sota pretext de la secció 29 de la Llei de Seguretat Interna (Internal Security Act).
Després del seu alliberament, Nair es va amagar. Juntament amb 5 líders més de l'UDF, Archie Gumede, Mewa Ramgobin, Paul David, George Sewpershad i MJ Naidoo, es va refugiar al Consolat britànic fins al 12 de desembre.
El 1990, després que Frederik Willem de Klerk instaurés l'Estat d'Emergència el juliol, Nair va tornar a ser arrestat, juntament amb 40 membres més de l'ANC, acusats de conspirar per fer caure el govern en la coneguda com a Operació Vula.

### Després de l'Apartheid
Després de la legalització de l'ANC el febrer de 1990, Nair va liderar diversos comitès del partit multiracial, així com del Partit Comunista de Sud-àfrica. El juliol de 1991 va ser escollit com a membre de l'executiva nacional del Congrés Nacional Africà.
En les primeres eleccions democràtiques celebrades a Sud-àfrica, el 1994, Nair va ser escollit com a membre del Parlament per l'ANC; era el número 39 de la llista del Congrés Nacional Africà de 400 proposats. Va servir durant dues legislatures com a membre del Parlament, participant en diversos comitès, fins que es va retirar el 2004. Milions d'inquilins i arrendataris tenen un gran deute amb Nair, que va ser el responsable de la Llei d'Habitatge de Lloguer de 1999, a més a més d'establir els Tribunals provincials de lloguer d'habitatge.
Nair es va casar amb Elsie Nair, amb qui va tenir una filla, Saro Nair, que viu a Anglaterra.

### Mort
Nair va ser ingressat a l'Hospital St Agustine de Durabn l'octubre de 2008 patint una combinació de problemes cardíacs i d'altres complicacions i, després d'una setmana, va morir el 27 d'octubre. El seu funeral el va celebrar a la província de KwaZulu-Natal el primer ministre sud-africà attended S'bu Ndebele. La seva mort va ser plorada per l'ANC, el SACP i el COSATU, així com per tota la gent que l'havia tractat al llarg dels anys. El seu funeral es va celebrar el 29 d'octubre al Centre d'Exposicions de Durban.

## Honors i premis
Nair va rebre el “Moses Kotane Award” per la seva contribució destacada al Partit Comunista de Sud-àfrica mentre estava a la presó.
També va ser guardonat amb un Doctorat en Ciències Socials per l'avanç en els drets humans i la democràcia de manera pòstuma, el 2009, per part de la Universitat de KwaZulu-Natal.
Va ser guardonat també amb el premi Pravasi Bharatiya Samman, atorgat pel govern de l'Índia, el 2007 Aquell mateix any també se li van atorgar el Gandhi Development Trust i el Satyagraha award.